# Angélica Rivera
Angélica Rivera Hurtado (Città del Messico, 2 agosto 1969) è un'attrice e cantante messicana, ex moglie dell'ex presidente del Messico Enrique Peña Nieto.

## Biografia
È figlia di Manuel Rivera Ruiz e di María Eugenia Hurtado Escalante.

## Carriera
Un giorno si era accorta che l'attrice Verónica Castro stava girando un video in strada e decise di andare a curiosare. Con sua sorpresa, Castro si avvicinò a lei e le suggerì di competere a El Heraldo de Mexico, vincendo il concorso. Come modella ha partecipato al video musicale Ahora te puedes marchar di Luis Miguel. In seguito è apparsa nel programma TNT con Martha Aguayo.
Angélica ha debuttato nella telenovela Dulce desafío nel 1989, accanto a Adela Noriega e Eduardo Yáñez. La sua filmografia comprende anche altre produzioni televisive come Simplemente María (1989), La mia piccola solitudine (dove ha recitato con Verónica Castro, Alcanzar una estrella II (1991), Sueño de amor (1993); la telenovela che l'ha portata al successo è stata La dueña (1995), accanto a Francisco Gattorno e Cynthia Klitbo.
Nel 1993 ha recitato nel film Aquí espantan con Rafael Inclán.
Nel 1997 ha lavorato nella telenovela Huracán con Eduardo Palomo. Nel 1998 ha recitato nella telenovela Ángela con Juan Soler e Jacqueline Andere. Nel 2001 è stata scelta per la telenovela Sin pecado concebido con Carlos Ponce.
Nel 2003 ha ottenuto la sua prima parte d'antagonista nella telenovela Mariana de la noche con Alejandra Barros e Jorge Salinas. Il suo più recente ruolo da protagonista è stato in Destilando amor nel 2007 con Eduardo Yáñez.
Come cantante ha debuttato nella telenovela Alcanzar una estrella II nel 1991, da cui emerse la band 'Paper Dolls', con Sasha Sökol, Bibi Gaytán, Ricky Martin, Erik Rubín e Pedro Fernández. Con il gruppo ha registrato due album. In seguito tornò al mondo della musica dopo la sua partecipazione alla soap opera Destilando amor, registrando un album in cui ha condiviso crediti con Pepe Aguilar, che ha vinto il premio come cantante rivelazione del 2007 dalla rivista Furia Musical.
A settembre 2007 è stata la principale ospite dello show Para siempre, un omaggio alla carriera di Vicente Fernández.

## Vita privata

### Primo matrimonio
Ha sposato, l'11 dicembre 1994, il produttore José Alberto Castro, fratello di Verónica Castro, con il quale ha messo al mondo tre figlie: Angélica Sofía (1996), Fernanda (1999) e Regina (2005). La coppia ha divorziato nel 2008.

### Secondo matrimonio
Si è risposata il 27 novembre 2010 con Enrique Peña Nieto, allora governatore dello Stato del Messico. Giorni dopo ha annunciato il suo ritiro dalla carriera artistica per concentrarsi sulla famiglia.
Il 30 marzo 2012 Peña Nieto ha iniziato la sua campagna per la presidenza e Angélica l'ha accompagnato in tutto il paese. La Rivera ha anche pubblicato una serie di video da lei intitolata "Quello che i miei occhi vedono, quello che il mio cuore sente", dove ha documentato la campagna dal proprio punto di vista.
La coppia ha divorziato il 2 maggio 2019.

## Filmografia

### Telenovelas
| Telenovelas | Telenovelas                                    | Telenovelas                                                            | Telenovelas            | Telenovelas |
| Anno        | Titolo                                         | Ruolo                                                                  | Nota                   |             |
| ----------- | ---------------------------------------------- | ---------------------------------------------------------------------- | ---------------------- | ----------- |
| 1988-89     | Dulce Desafío                                  | María Inés                                                             |                        |             |
| 1989-90     | Simplemente María                              | Isabella Peñalvert de Lopez                                            |                        |             |
| 1990        | La mia piccola solitudine (Mi pequeña Soledad) | Marisa Villaseñor                                                      | Ruolo di supporto      |             |
| 1991        | Alcanzar una estrella II                       | Silvana Vélez                                                          | Protagonista           |             |
| 1991        | La Pícara Soñadora                             | Giovanna Carini                                                        | Antagonista            |             |
| 1993        | Sueño de Amor                                  | Isabel González/Érika de la Cruz                                       | Protagonista           |             |
| 1995        | Regina (La dueña)                              | Regina Villarreal "La Dueña"                                           | Protagonista           |             |
| 1997-98     | Huracán                                        | Helena Robles                                                          | Protagonista           |             |
| 1998-99     | Angela                                         | Ángela Bellati/Ángela Gallardo Bellati de Bautista                     | Protagonista           |             |
| 2001        | Sin Pecado Concebido                           | Mariana Campos Ortiz de Martorel                                       | Protagonista           |             |
| 2003-2004   | Mariana de la Noche                            | Marcia Montenegro de Lugo-Navarro                                      | Antagonista principale |             |
| 2007        | Destilando Amor                                | Teresa "Gaviota" Hernández García de Montalvo/Mariana Franco Villareal | Protagonista           |             |

### Premi e nomination
| Anno | Premio            | Categoria                            | Telenovela           | Risultato |
| ---- | ----------------- | ------------------------------------ | -------------------- | --------- |
| 1991 | TVyNovelas Awards | Miglior giovane attrice protagonista | Mi Pequeña Soledad   | nominata  |
| 1994 | TVyNovelas Awards | Miglior rivelazione femminile        | Sueño de Amor        | nominata  |
| 1996 | TVyNovelas Awards | Miglior attrice protagonista         | La Dueña             | nominata  |
| 1996 | TVyNovelas Awards | Miglior rivelazione femminile        | La Dueña             | vinto     |
| 2002 | TVyNovelas Awards | Miglior attrice protagonista         | Sin Pecado Concebido | nominata  |
| 2004 | TVyNovelas Awards | Miglior antagonista femminile        | Mariana de la Noche  | vinto     |
| 2008 | TVyNovelas Awards | Miglior attrice protagonista         | Destilando Amor      | vinto     |